# لويس ليبلانك
لويس ليبلانك (بالإنجليزية: Louis Leblanc)‏ (و. 1991  م) هو لاعب هوكي الجليد  كندي، ولد في بوينت كلير، كيبك، مركز لعبه هو وسط ‏.

## التعليم
تعلم في جامعة هارفارد
.